# Ctenucha reductella
Ctenucha reductella là một loài bướm đêm thuộc phân họ Arctiinae, họ Erebidae.